# 4211 Rosniblett
4211 Rosniblett è un asteroide della fascia principale del diametro medio di circa 31 km. Scoperto nel 1987, presenta un'orbita caratterizzata da un semiasse maggiore pari a 3,1902387 au e da un'eccentricità di 0,2041454, inclinata di 0,58596° rispetto all'eclittica.
L'asteroide è dedicato all'archeologa britannica Rosalind Niblett.